# Undaan (Turen)
Undaan is een bestuurslaag in het regentschap Malang van de provincie Oost-Java, Indonesië. Undaan telt 3230 inwoners (volkstelling 2010).